# Caecidae
Famille
Les Caecidae constituent une famille de mollusques gastéropodes de l'ordre des Littorinimorpha. 

## Liste des genres
Selon World Register of Marine Species (3 novembre 2018) :
- genre Caecum J. Fleming, 1813
- genre Ctiloceras R. B. Watson, 1886
- genre Enigmerces Iredale & Laseron, 1957
- genre Jayella Iredale & Laseron, 1957
- genre Meioceras Carpenter, 1859
- genre Parastrophia de Folin, 1869
- genre Pizzinia Vannozzi, 2017
- genre Ponderoceras Bandel, 1996
- genre Strebloceras Carpenter, 1859

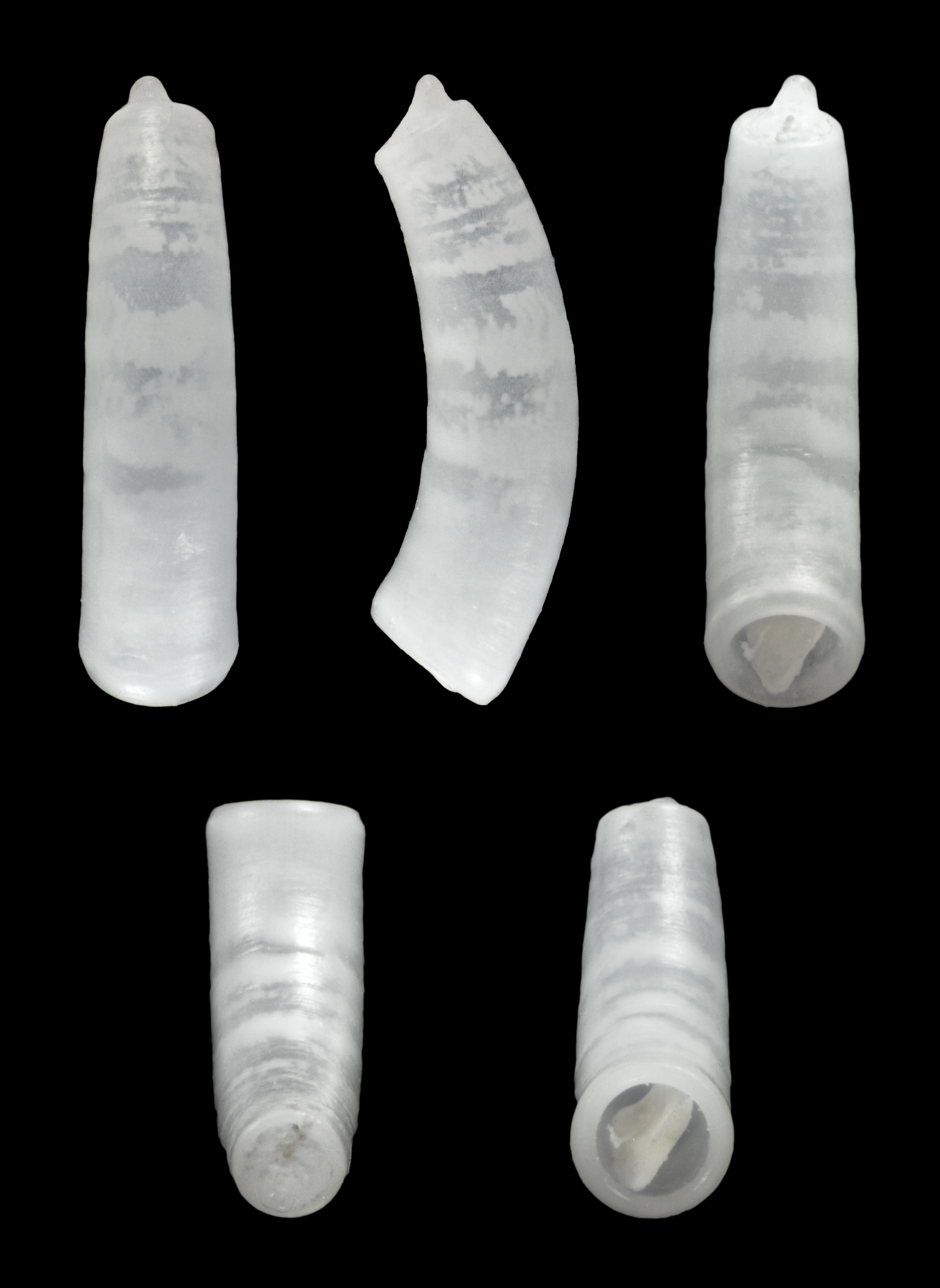
Caecum vitreum
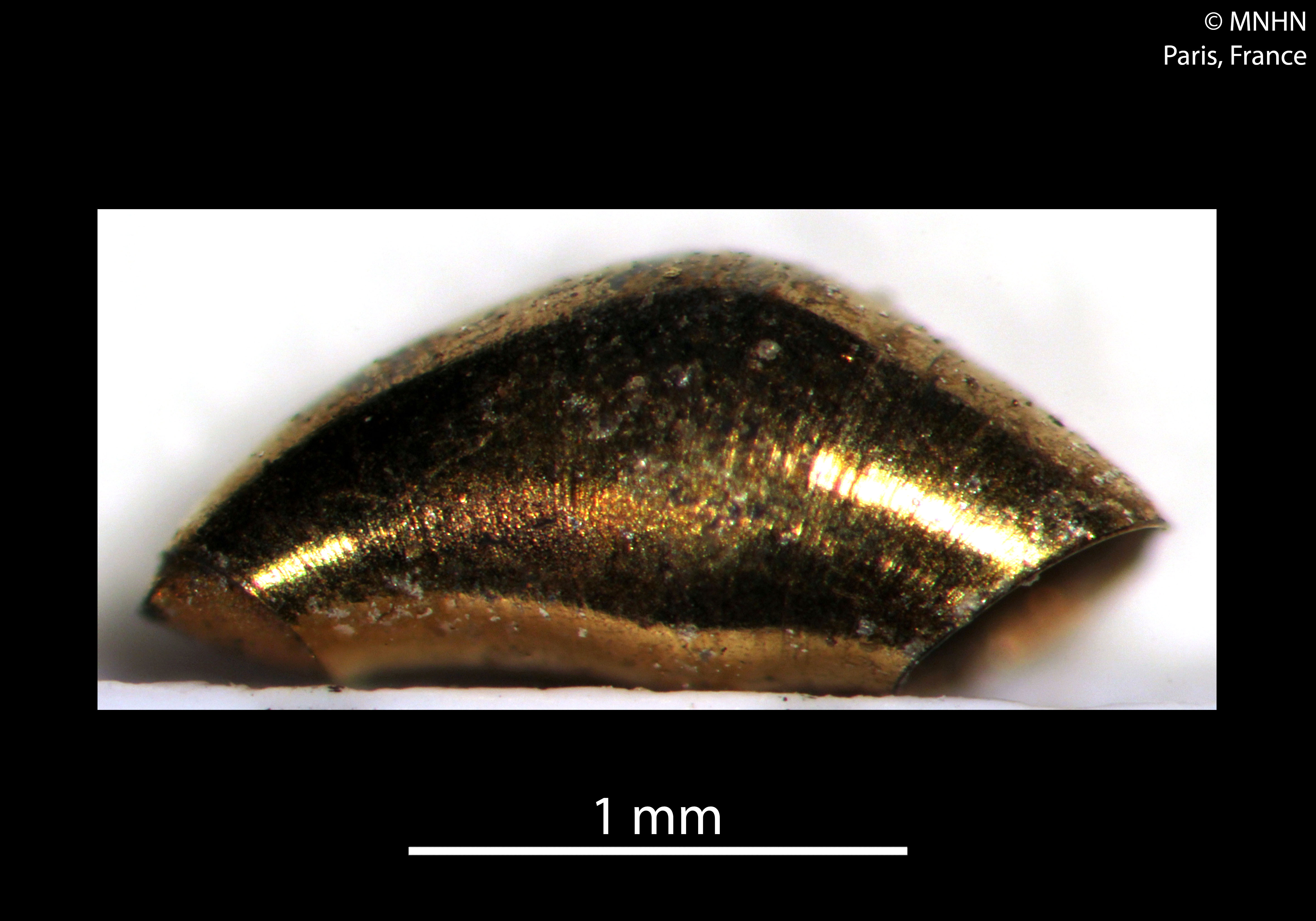
Mauroceras boucheti
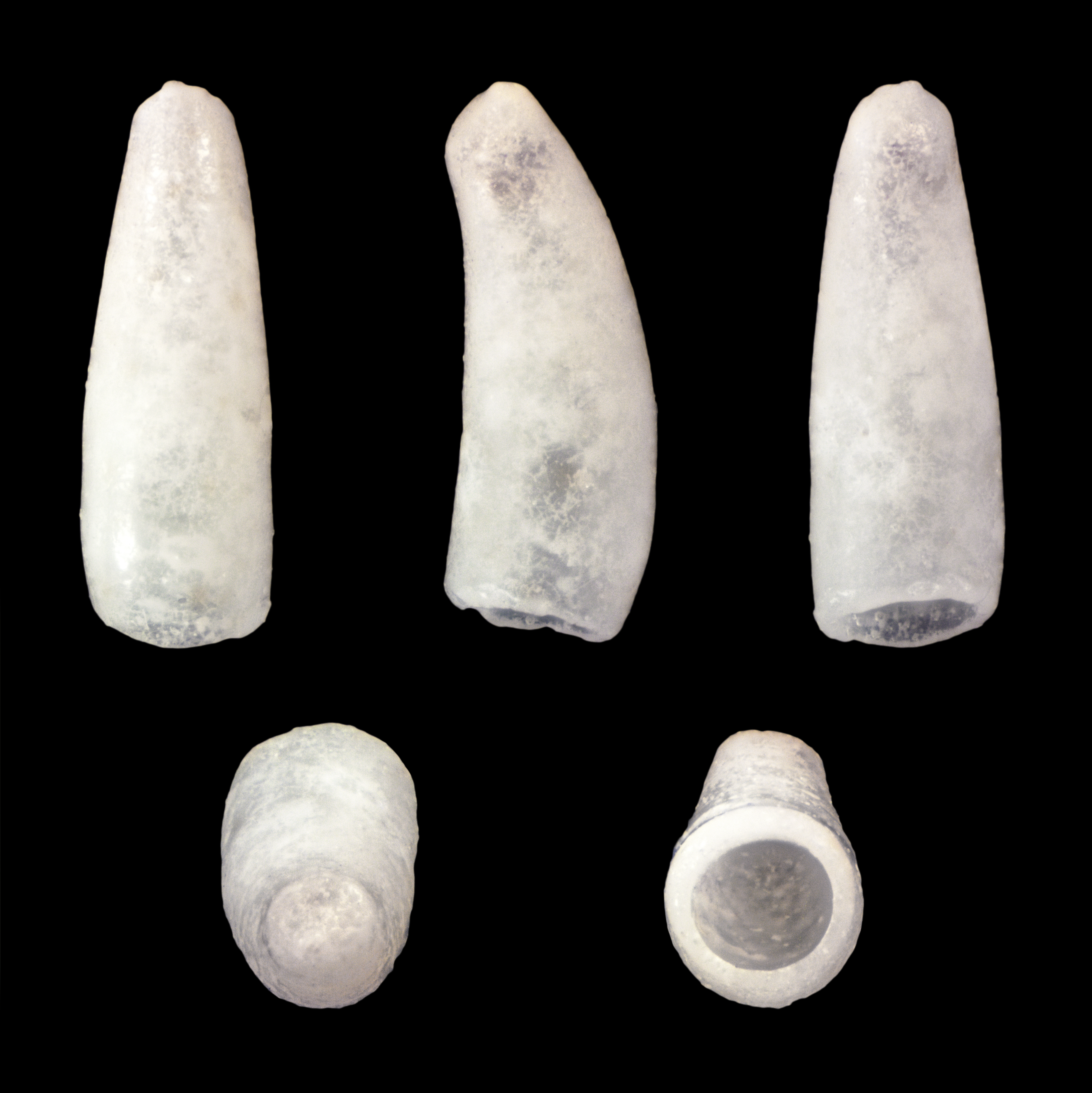
Meioceras nitidum
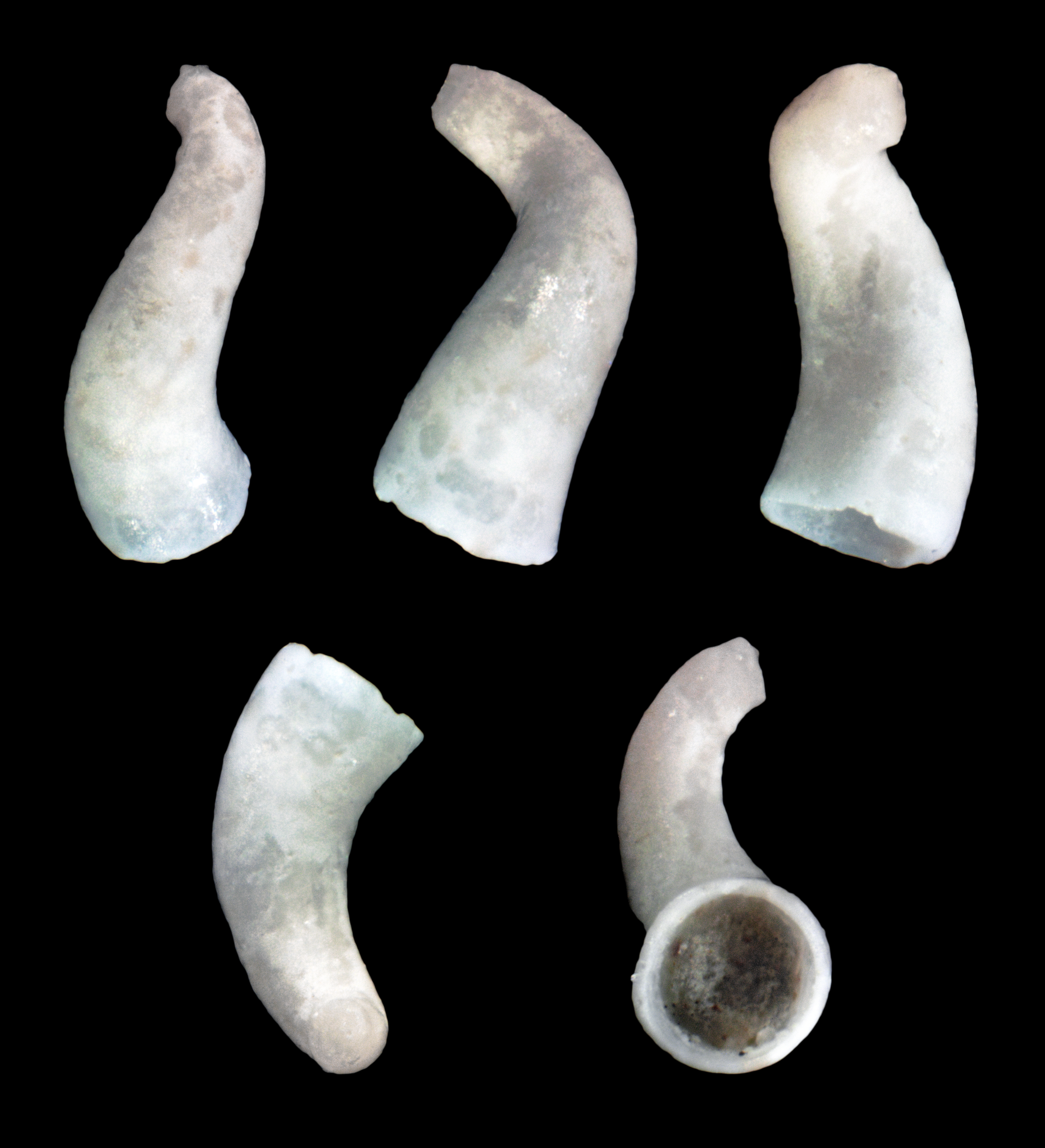
Parastrophia cornucopiae